# Niedźwiedziszki (gmina Dukszty)
Niedźwiedziszki (lit. Medviediškės) − wieś na Litwie, w rejonie wileńskim, 4 km na wschód od Duksztów, zamieszkana przez 25 ludzi.
Przed II wojną światową w Polsce, w powiecie wileńsko-trockim województwa wileńskiego.